# Елизабет фон Насау-Зиген
Вижте пояснителната страница за други личности с името Елизабет фон Насау.
Елизабет фон Насау-Зиген (на немски: Elizabeth von Nassau-Siegen; von Waldeck-Wildungen; * 8 ноември 1584, замък Диленбург, Диленбург; † 26 юли 1661, Ландау) е графиня от Насау-Зиген и чрез женитба графиня на Валдек-Вилдунген.

## Живот
Тя е дъщеря на граф Йохан VII фон Насау-Зиген (1561 – 1623) и първата му съпруга Магдалена фон Валдек (1558 – 1599), вдовица на граф Филип Лудвиг I фон Ханау-Мюнценберг (1553 – 1580), дъщеря на граф Филип IV фон Валдек (1493 – 1574) и третата му съпруга му Юта фон Изенбург-Гренцау († 1564). Баща ѝ Йохан VII се жени на 27 август 1603 г. втори път за принцеса Маргарет фон Шлезвиг-Холщайн-Зондербург-Пльон (1583 – 1658).
Елизабет се омъжва на 18 ноември 1604 г. във Вилдунген за граф Кристиан фон Валдек (* 25 декември 1585; † 31 декември 1637), първият син на граф Йосиас I фон Валдек (1554 – 1588) и графиня Мария фон Барби (1563 – 1619). С женитбата си Елизабет получава на 18 ноември 1604 г. името „фон Валдек-Вилдунген“.
Тя умира на 26 юли 1661 г. в Ландау на 76 години и е погребана в Неце.

## Деца
Елизабет и граф Кристиан фон Валдек-Вилдунген имат 16 деца:
- Мария Магдалена (* 27 април 1606; † 26 май 1671), омъжена на 27 април 1623 г. за граф Симон VII фон Липе († 1627)
- София Юлиана (* 1 април 1607; † 15 септември 1637), омъжена на 10 януари 1634 г. за ландграф Херман IV фон Хесен-Ротенбург (1607 – 1658), син на ландграф Мориц фон Хесен-Касел
- Анна Августа (* 31 март 1608; † 27 август 1658), омъжена на 30 юни 1627 г. във Витгенщайн за граф Йохан VIII фон Зайн-Витгенщайн-Хоенщайн (1601 – 1657)
- Елизабет (* 25 април 1610; † 29 май 1647), омъжена на 26 октомври 1634 г. във Валдек за граф Вилхелм Вирих фон Даун-Фалкенщайн (1613 – 1682)
- Мориц (* 15 август 1611; † 1 март 1617)
- Катарина (* 20 октомври 1612; † 24 ноември 1649), омъжена

1. на 19 юни 1631 във Вилдунген за граф Симон Лудвиг фон Липе (1610 – 1636)
2. на 15 ноември 1643 в Лемго за херцог Филип Лудвиг фон Шлезвиг-Холщайн-Зондербург-Визенбург (1620 – 1689)

- Филип VII (* 25 ноември 1613; † 24 февруари 1645), граф на Валдек-Вилдунген, женен на 26 октомври 1634 г. във Франкфурт на Майн за графиня Анна Катарина фон Зайн-Витгенщайн (1610 – 1650)
- Кристина (* 28 декември 1614; † 7 май 1679), омъжена на 11 септември 1642 г. във Валдек за граф Ернст фон Зайн-Витгенщайн-Хомбург (1599 – 1649)
- Доротея (* 25 февруари 1617; † сл. 1669), омъжена 1641 г. във Фалкенщайн ам Донерсберг за граф Емих XIII фон Лайнинген-Дагсбург (1612 – 1658)
- Агнес (* 1 март 1618; † 29 ноември 1651), омъжена на 5 февруари 1651 г. за граф Йохан Филип III фон Лайнинген-Дагсбург-Емихсбург († 1666)
- Сибила (* 25 май 1619; † 30 септември 1678), омъжена на 24 юли 1678 г. в Харденбург за граф Фридрих Емих фон Лайнинген-Дагсбург-Харденбург (1621 – 1698)
- Йохана Агата (* 6 юни 1620, Валдек; + 20 май 1636)
- Йохан Август (* 6 юни 1620; † 20 май 1636 от чума)
- Габриел (* 1 юли 1621; † 6 януари 1624)
- Йохан II (* 7 ноември 1623; † 10 октомври 1668), майор, граф на Валдек-Ландау, женен

1. на 27 ноември 1644 за графиня Александрина Мария фон Фелен и Меген († 1656)
2. на 5 ноември 1665 за ландграфиня Хенриета Доротея фон Хесен-Дармщат (1641 – 1672)

- Сибила Луиза (* 28 януари 1625, Валдек; † 4 октомври 1665), омъжена на 13 юни 1647 г. за фрайхер Лудвиг фон Еферн († 1670/1673)